# Alyssa Branch
Alyssa Branch (Detroit, Míchigan; 17 de febrero de 1992) es una actriz pornográfica estadounidense.

## Biografía
Alyssa Branch nació el febrero de 1992 en Detroit, en el estado de Míchigan. No se sabe mucho de su vida antes de 2010, año en que a sus 18 años se traslada a Los Ángeles (California) para comenzar su carrera como actriz porno.
Su debut cinematográfico fue con la película Let Me Suck You 2, del estudio Elegant Angel, donde compartió escenas con Aiden Starr, Tiffany Star, Ivy Winters, Briana Blair, Charley Chase y Katie St. Ives.
Ha trabajado para compañías como New Sensations, Naughty America, Girlfriends Films, Vivid, Diabolic, Red Light District, Lethal Hardcore o Adam & Eve, entre otras.
En 2012 recibió su primera nominación, a la Mejor actriz revelación en los Premios XBIZ. La mayoría de las nominaciones recibidas fueron en 2013, donde destacaron en los Premios AVN a Artista femenina no reconocida del año y en los XBIZ a la Mejor escena de sexo en película parodia por Pretty Lady.
En 2014 recibió su última nominación, en los Premios AVN en la categoría de Mejor actriz de reparto por Bridesmaids.
Algunas películas de su filmografía son Redheads Are Sexy 4, Co Eds With Large Labia, Fast Times At Naughty America University 8, Good Vibrations, Itty Bitty Titty Committee, My Teenage Blog, Pornstar Training, Thrilla In Vanilla 6 o Young Mouth Club.
Se retiró en 2017, habiendo rodado más de 260 películas como actriz.

## Premios y nominaciones
| Año  | Ceremonia         | Resultado | Premio                                   | Trabajo      |
| ---- | ----------------- | --------- | ---------------------------------------- | ------------ |
| 2012 | Premios XBIZ      | Nominada  | Mejor actriz revelación                  | —            |
| 2013 | Premios AVN       | Nominada  | Artista femenina no reconocida del año   | —            |
| 2013 | Inked Awards      | Nominada  | Escena del año                           | Bitter Sweet |
| 2013 | Sex Awards        | Nominada  | Estrella porno del año                   | —            |
| 2013 | Spank Bank Awards | Nominada  | Most Beautiful Seductress                | —            |
| 2013 | Spank Bank Awards | Nominada  | Most Photogenic                          | —            |
| 2013 | Spank Bank Awards | Nominada  | Masturbator of the Year                  | —            |
| 2013 | Premios XBIZ      | Nominada  | Mejor escena de sexo en película parodia | Pretty Lady  |
| 2014 | Premios AVN       | Nominada  | Mejor actriz de reparto                  | Bridesmaids  |